# Dionisio Ridruejo
 (octobre 2013).
Si vous disposez d'ouvrages ou d'articles de référence ou si vous connaissez des sites web de qualité traitant du thème abordé ici, merci de compléter l'article en donnant les références utiles à sa vérifiabilité et en les liant à la section « Notes et références ».
Œuvres principales
En Once años. Poesías completas de juventud
Dionisio Ridruejo Jiménez, né le 12 octobre 1912 à El Burgo de Osma et mort le 29 juin 1975  à Madrid, est un poète et écrivain appartenant à la génération de 36 et un homme politique espagnol, membre de la Phalange espagnole, qui a occupé des charges importantes pendant les premières années du franquisme avant de s'y opposer radicalement.

## Biographie

### Période phalangiste
Dionisio Ridruejo a étudié chez les frères Maristes à Ségovie puis chez les Jésuites à Valladolid et à Madrid, avant de s’inscrire à l'Université Maria Cristina de l'Escorial. En 1933 il adhéra à Phalange espagnole. Ami et compagnon fidèle de José Antonio Primo de Rivera, il fréquenta le cercle de « La Ballena Alegre » et collabora à la composition de l'hymne phalangiste Cara al sol : on lui doit les deux vers « Volverán banderas victoriosas/al paso alegre de la paz ».
En 1938, en pleine Guerre Civile, il fut nommé Directeur Général de la Propagande du cabinet Franco, ce qui lui valut le surnom de "Joseph Goebbels espagnol". Il entra souvent en conflit avec les militaires, notamment sur le problèmes des langues régionales que les militaires voulaient éradiquer ; il fut ainsi censuré par le General Álvarez-Arena pour avoir diffusé des articles de propagande en catalan. Il reprochait aussi aux militaires leur trop grande importance dans l'appareil de l'État et leur influence sur Franco. En 1941, après avoir démissionné, il s'engagea comme simple soldat dans la  Division Azul qui combattait sur le front de l'est avec les Allemands.

### Le contestataire et opposant
Dès son retour du front russe, Dionisio Ridruejo commença à s’opposer à Franco à qui il reprochait sa politique revancharde et son rapprochement de plus en plus prononcé des courants conservateurs. Il exposa ses divergences à Franco lui-même, lui reprochant d’avoir trahi les idéaux de la Phalange, de céder devant les pressions de l’église et d’avoir mis en place un régime impopulaire qui « administrait seulement la faim » et qui ne survivait que par l’oppression de l’armée.
En 1942, Dionisio Ridruejo rompit totalement avec le régime franquiste, à la suite de l’exécution de phalangistes, et abandonna toutes ses charges publiques. En réaction, il fut exilé à Ronda puis à San Cugat del Vallés, près de Barcelone, en 1947.
Après la période d'exil, il s'installa à Madrid à partir de 1951 où il consacra l'essentiel de son temps à donner des conférences pour sensibiliser l'opinion à la nécessité de libéraliser le régime ; il doit bien entendu cette tolérance à son passé d’ancien dignitaire du régime et à la protection de certains hiérarques comme Serrano Súñer, le beau-frère de Franco, qui était un de ses amis très proches. Pendant cette période il écrivit des livres et des articles de presse afin de pouvoir gagner sa vie. Cependant, les hommes de l’équipe qu’il avait constitué autour de lui alors qu’il était ministre, et qui avaient conservé une fonction dans l’État, étaient toujours là pour lui tendre la main, d’une façon ou d’une autre. 
En 1956, il fut emprisonné pour avoir participé à un mouvement révolutionnaire dans lequel il collaborait, sans le savoir, avec des militants du Parti communiste espagnol, ceux-ci ayant caché leur appartenance (entre autres Fernando Sánchez Drago et Javier Pradera). En 1957, il dénonça la situation politique de l'Espagne dans un rapport confidentiel mais qui arriva quand même sur le bureau de Franco. De plus, accusé d’avoir fondé le groupe politique « Action Démocratique », il fut de nouveau emprisonné et poursuivi en justice.
Au début des années soixante, il partit aux États-Unis où il enseigna dans plusieurs universités. En 1962 il participa à une rencontre à Munich entre des dirigeants de l'opposition de l'intérieur et de l'exil. Un an avant il avait dû publier à Buenos Aires son livre Escrito en España, que la censure n'avait pas laissé publier dans la Péninsule. 
Pour toutes ces raisons, il dut s’exiler à Paris de 1962 à 1964. De retour en Espagne, il fonda en 1974 l'Union Sociale Démocrate espagnole, de tendance réformiste néo-catholique qui préconisait une démocratie sociale proche de la démocratie chrétienne.

## Publications
- Fabula de la doncella y el Rio, Dibujos de José R. Escassi, Madrid, Ediciones "Escorial" ; Editora nacional (impr. de S. Aguirre), 1943, FRBNF32571028
- Escrito en España, Buenos Aires : Editorial Losada, 1962, FRBNF33154635
- España 1963 : examen de una situación,  Paris : Centro de documentación y de estudios, [1963?],  FRBNF37047879.
- En once anos, poesías de juventud, 1935-1945, Madrid, Editora nacional, 1950 FRBNF32571027
- Cuaderno catalán, Madrid : ediciones de la Revista de Occidente, 1965, FRBNF33154634